# 르깟
《르깟》(프랑스어: Le Chat, 영어: Le Cat)은 벨기에의 만화가이자 배우인 필립 그뤽이 1983년 3월 22일 벨기에의 일간지 신문 르수아(프랑스어: Le Soir)의 요청으로 만든 연재 만화 시리즈이다. 이후 르깟은 독자들에게 폭발적인 인기를 얻으며 프랑스, 스페인, 포르투갈, 독일, 그리스, 칠레, 스위스, 네덜란드, 영국, 이탈리아, 미국, 이란의 언론에 소개되었다. 1986년부터 카스테르망(프랑스어: Casterman)을 통해 출판한 《르깟의 앨범(프랑스어: Les albums du Chat)》시리즈는 현재까지 1400만 장 이상이 팔렸다.

## 특징
르깟은 회색 고양이를 의인화한 캐릭터로, 한결같이 무심한 표정과 수트 차림이 특징적이다. 주제로는 다양한 사회적 담론 및 풍자를 다루는데, 그에 비해서 간결하고 단순한 그림 방식을 구사하여 특유의 드라이한 유머를 나타내고 있다. 펜이나 연필로 그린 듯 동일한 두께의 선과, 평면적이지만 다양한 색상을 사용한다. 4컷 만화가 아닌 3컷 만화로 진행되며, 발단-전개-결말의 독특한 삼단 구조를 거쳐서 진행된다. 작업 방식에 있어서는 디지털 방식도 사용하고 있으나 글씨만큼은 타이핑을 하지 않고 손글씨로 직접 쓰고 있다. 또, 전형적인 고양이의 모습보다는 사람에 가까운 모습을 하며, 입은 닫혀 있지만 독자에게 말풍선으로 연설을 하여 소통하고 있다. 거의 항상 수트를 입고 있지만 발만큼은 신발을 신지 않고 맨발로 등장한다는 점이 특이하다. 보통의 등장인물과 달리 르깟은 자신이 만화의 주인공이라는 사실을 인지하고 있으며, 이를 표현하거나 독자들과 농담을 나누기도 한다. 특유의 엉뚱한 유머감각으로 한국에서는 엉뚱냥으로 불리기도 한다.

## 출판 및 방송
벨기에의 출판사 카스테르망(프랑스어: Casterman)을 통해 총 24개의 앨범을 출판했으며 전 세계적으로 1,400만 장 이상을 판매했으며, 17개 언어로 번역되어 출간되었다. 2003년에는 르깟의 탄생 20주년을 기념을 위해서 르깟이 최초 등장했던 르수아 전체를 작가 필립 그뤽이 장식한 특별 호가 출간되기도 했다. 또 2011년에는 프랑스 방송국에서 르깟의 애니메이션이 방송되며 화제가 되었다.

## 전시

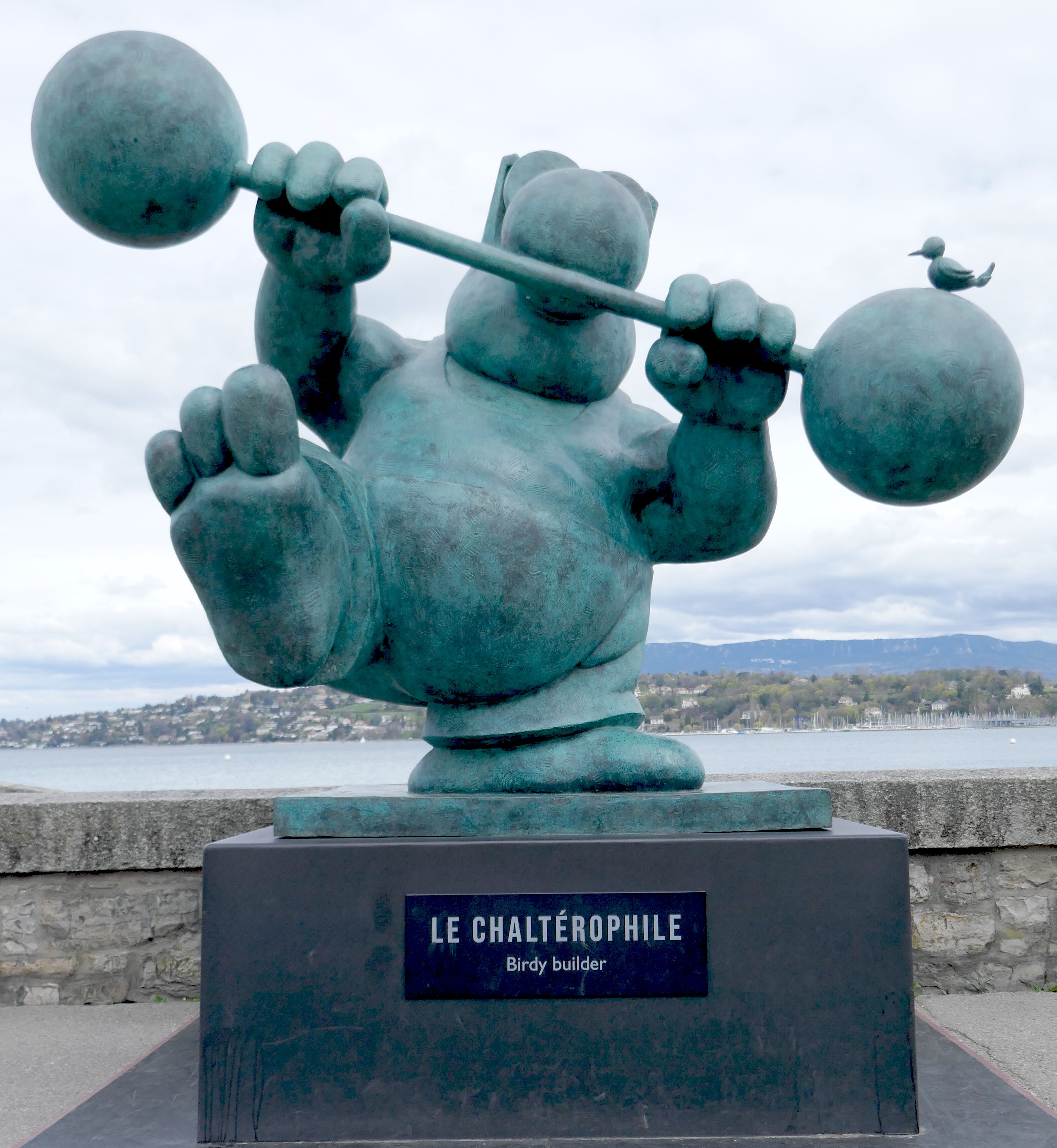
<르깟, 산책하다> 제네바, 스위스

르깟은 유럽의 여러 도시에서 전시된 바가 있다. 특히 2003년에는 르깟 탄생 20주년을 기념하기 위해 파리에서 《Le Chat s'expose》라는 전시회가 열렸으며 35만 명의 방문객이 다녀갈 정도로 큰 관심을 모았다. 2021년 3월에는 파리 샹젤리제 거리에서 《르깟, 산책하다(프랑스어: Le Chat déambule, 영어: Le Cat Walks)》 전시회를 열어서 2미터 크기의 청동 조각품 20점을 전시했다. 이후 보르도, 생트로페, 캉, 제네바, 브뤼셀에서도 같은 전시가 열렸다.

## 한국
르깟은 한국과 벨기에 수교 120주년을 기념하기 위해 2021년 10월에 개최된 벨기에 페스티벌의 마스코트로 한국에 처음 소개됐다. 2022년 5월 18일부터 7월 28일까지 대한민국 서울에서 국내 최초로 르깟 단독 전시회가 열렸으며 같은 시기 팬덤북스에 의해 《르깟(Le Cat)벨기에에서 온 엉뚱냥》이라는 제목으로 출판됐다. 한국어판에는 필립 그뤽이 직접 고른 컷과 그림, 손수 쓴 한글 등이 실렸다.  

## 향후 계획
2026년 브뤼셀에 르깟 박물관이 개관할 예정이다. 또한 그뤽이 한국에서 더욱 다양한 활동을 이어가고 싶다는 의사를 밝힌 바가 있다.

## 기타 콜라보
- 1994부터 갤러(프랑스어: Galler) 초콜릿이 콜라보레이션 제품으로 혀를 내민 르깟 초콜릿을 출시했으나 2018년 계약이 종료되었다.
- 2010년에는 매일 새로운 르깟의 그림을 소개하는 메신저 어플리케이션이 출시되었다.
- 2017년에는 장-크리스토프 이카르(프랑스어: Jean-Christophe Icard)가 운영하는 샤토 드 롤렌즈리(프랑스어: Château de l’Orangerie)와 로제 와인을 출시했다.
- 2020년 11월 돌핀(프랑스어: Dolfin) 초콜릿이 콜라보 제품으로 르깟 카라멜과 초콜릿 제품을 출시했다.

## 참조
1. https://www.lambiek.net/artists/g/geluck_philippe.htm
2. https://lechat.com/en/biography/
3. https://lechat.com/en/le-cat-walks/exhibition/
4. https://lechat.com/en/le-cat-walks/whos-le-cat/
5. https://www.aladin.co.kr/shop/wproduct.aspx?ItemId=293976278